# Eva-Walzer
Eva-Walzer är en vals utan opustal av Johann Strauss den yngre. Den spelades första gången den 3 januari 1892 av olika militärorkestrar på olika ställen i Wien.

## Historia
När budet kom att Strauss höll på att komponera en opera, Ritter Pásmán, möttes det av stor entusiasm av publiken i Wien. Men vid premiären den 1 januari 1892 blev mottagandet kyligt och de flesta kritiker förutspådde att den inte skulle gå länge. Wiener Hofoper spelade den bara nio gånger. Kritiken riktade in sig på operans "allvarliga textproblem", men balettmusiken i akt III hyllades som "verkets kronjuvel". Utifrån operans musik sammanställde Strauss ett antal separata orkesterverk. Ett av dessa var Eva-Walzer, som byggde på karaktären Evas aria "O, gold'ne Frucht am Lebensbaum" i akt II. Strauss komponerade arian vintern 1890-91 och i ett brev till sin förläggare Fritz Simrock den 3 december 1890 nämner han att "Dóczi [librettisten] skriver en text till den vals som fröken Renard ska sjunga i akt 2 och som jag ska tonsätta så snart jag får den". Till och med före premiären av Ritter Pásmán hade valsen utsetts till "en liten pärla" av korrespondenten för The Times (25 december 1891) som hade bevistat en privat genomspelning av operan hemma hos Strauss den 23 december. 
Capelle Strauss under ledning av Johanns broder Eduard Strauss hade däremot ingen brådska att ta med valsen i sin repertoar. Därför blev det två militärorkestrar som fick nöjet att framföra stycket för första gången den 3 januari 1892. Infanteriregemente Nr 19 under ledning av Alphons Czibulka spelade valsen i Sofienbad-Saal och Infanteriregemente Nr 69 under Josef Král spelade i Vogelreuther Hotel. Då valsen förekom som åttonde nummer på båda konserterna blev det slutligen Josf Král som får anses som den första att framföra valsen då hans konsert startade tidigare. 
Johann Strauss hörde förmodligen inte någon av konserterna men han informerades säkert om dem, för den 9 januari skrev han till Simrock i Berlin: "'Eva-Walzer' har arrangerats på olika sätt. Violinerna tillsammans med flöjten och klarinetten kan inte uttrycka vad en cornet-à-piston [ventilkornett] kan åstadkomma. Från vad jag har hört så uteblir effekten. Stycket kan endast fungera med ett enda blåsinstrument (kornett eller flygelhorn). Annars hade det varit bättre att inte arrangera det för orkester, därför att alla arrangemang måste vara lyckade". I sitt svar den 11 januari avslöjade Simrock vem som arrangerat valsen: "Det var Schlar, min käre vän, som arrangerade 'Eva-Walzer'! Ja, jag hade 100 gånger hellre sett att du hade gjort det! Det är aldrig någon bra idé att be andra arrangera - skaparens intentioner uppnås sällan". Strauss svarade att Eva-Walzer hellre borde ha givits ut i en version för röst och piano än för orkester.

## Om valsen
Speltiden är ca 4 minuter och 49 sekunder plus minus några sekunder beroende på dirigentens musikaliska tolkning.
Valsen var ett av fyra verk där Strauss återanvände musik från operan Ritter Pásmán:
- Pásmán-Walzer, Vals
- Eva-Walzer, Vals
- Pásmán-Polka, Polka
- Pásmán-Quadrille, Kadrilj